# 古物営業法
古物営業法（こぶつえいぎょうほう、昭和24年5月28日法律第108号）は、盗品等の売買の防止、速やかな発見等を図るため、古物営業に係る業務について必要な規制等を行い、以て窃盗その他の犯罪の防止を図り、およびその被害の迅速な回復に資することに関する法律である（法1条）。この法律以前の古物商取締法（明治28年法律第13号）は廃止となった。
警察庁生活安全局生活安全企画課が所管している。

## 内容
この法律において「古物」とは、「一度使用された物品（鑑賞的美術品及び商品券、乗車券、郵便切手その他政令で定めるこれらに類する証票その他の物を含み、大型機械類（船舶、航空機、工作機械その他これらに類する物をいう。）で政令で定めるものを除く。）若しくは使用されない物品で使用のために取引されたもの又はこれらの物品に幾分の手入れをしたものをいう」と定義される（法2条1項）。
次に、古物営業（法2条2項に列挙）を営む者の類型としては、「古物商」「古物市場主」「古物競りあつせん業者（いわゆるインターネットオークション事業者）」の三つが列挙されている（法2条3項から5項）。
古物営業のうち、古物商又は古物市場主は許可制であり、その手続等については法4条から8条に規定がある。古物商又は古物市場主は、自己の名義をもつて、他人にその古物営業を営ませてはならない（名義貸しの禁止、法9条）。 古物競りあつせん業者は届出制であり、その手続等については法10条の2に規定がある。
古物商は、古物を買い受け、若しくは交換し、又は売却若しくは交換の委託を受けようとするときは、相手方の真偽を確認するため、相手方の住所、氏名、職業及び年齢を確認することが義務付けられる（法15条1項）。古物競りあつせん業者が、古物の売却をしようとする者から出品を受けようとするときは、相手方の真偽を確認するために必要な措置を講ずることを努力義務として定められている（法21条の2）。また古物商や古物競りあつせん業者は、当該古物について不正品の疑いがあると認めるときは、直ちに警察官に申告しなければならない（法15条3項、法21条の3）。
警視総監若しくは道府県警察本部長、または警察署長等は、盗品等の発見のために必要があると認めるときは、その被害品の特徴を書いた書面を、古物商又は古物市場主に対して発することができる（品触れ、法19条）。質屋営業法20条にも同様の規定がある。
警察本部長等は、盗品等の疑いがある古物について、当該古物商に対し、30日以内の期間を定めて、その古物の保管を命ずることができる（差止め、法21条）。またそれがインターネットオークションに出品されている場合、古物競りあつせん業者に対し、当該古物にかかるオークションの中止（サイトから削除することなど）を命ずることができる（競りの中止、法21条の7）。
警察職員は、古物営業の実態を把握し、また盗品等の流通の有無等を確認するため、営業時間中において古物商の営業所等に立ち入り、古物や帳簿などを検査することができる（法22条）。

## 構成
- 第一章　総則（第1条・第2条）
- 第二章　古物営業の許可等
  - 第一節　古物商及び古物市場主（第3条―第10条）
  - 第二節　古物競りあつせん業者（第10条の2）
- 第三章　古物商及び古物市場主の遵守事項等（第11条―第21条）
- 第三章の二　古物競りあつせん業者の遵守事項等（第21条の2―第21条の7）
- 第四章　監督（第22条―第25条）
- 第五章　雑則（第26条―第30条）
- 第六章　罰則（第31条―第39条）
- 附則